# Konformni rezervoar
Konformni rezervoar' ali CFT (angleško Conformal Fuel Tank) je vrsta rezervoarja za gorivo, ki se pritrdi na letalo (največkrat vojaško) za povečanje doleta ali časa leta. V primerjavi so odvrgljivmi rezervoarji so konformni bolj aerodinamični, vendar se pa jih ne da odvreči med letom. CFT rezevoarji ne zasedajo podkrilnih nosilcev, tako ne omejujejo količine orožja kot odvrgljivi rezervaorji. 

## Primeri letal, kjer je CFT opcija
- F-15C Eagle/F-15E Strike Eagle
- F-16C/D Block 50/52+, F-16E/F Block 60 in F-16I Sufa
- Dassault Rafale, testiran z dvema 1.150 L (300 US gal) rezervoarjema [1]
- Eurofighter Typhoon, testiran z dvema 1.500 L (400 US gal) rezervoarjema v vetrovniku [2]
- AIDC F-CK-1 Ching-kuo
- Super Hornet [3]
- Čengdu J-10, testiran v vetrovniku[4]

- Iz 2. svetovne vojne:
  - Supermarine Spitfire
  - Messerschmitt Bf 109
  - Messerschmitt Bf 110 D-1

Letala, ki imajo izbočene rezervoarje, podobno kot CFT:
- English Electric Lightning[5]
- Gloster Javelin[6][7]
- Gloster Meteor[8]
- Šenyang J-6
- Q-5 Fantan[9]